# Marguerite-Philippe du Cambout
Marguerite-Philippe du Cambout de Coislin, dite « Mademoiselle de Pontchâteau » dans sa jeunesse, puis duchesse de Puylaurens par son premier mariage, et enfin princesse de Lorraine et comtesse d'Harcourt par son second mariage, est une aristocrate française, nièce à la mode de Bretagne du cardinal de Richelieu (c'est-à-dire fille de son cousin germain Charles). Fille puînée de Charles du Cambout, baron de Pontchâteau, baron de La Roche-Bernard, 1er marquis de Coislin, conseiller au Conseil d'État et Privé du Roi, chevalier du Saint-Esprit, gouverneur des villes et forteresse de Brest, lieutenant-général en Basse-Bretagne, président à l'assemblée de la noblesse en qualité d'ancien baron de la province en 1624), député des États de Bretagne pour l'ordre de la noblesse en 1625, etc., et de la baronne Philippe de Beurges, dame de Seury et de Moquelaye, sa première femme.

## Biographie

### Premier mariage
Issue d'une très ancienne et noble famille bretonne dont les fiefs étaient établis sur l'embouchure de la Loire, famille descendant des ducs de Bretagne, elle naquit en 1622 et avait donc douze ans lors de son premier mariage avec M. de Puylaurens le 28 novembre 1634, qui fut une combinaison politique de son oncle Richelieu, cousin germain de son père, pour attirer en France Monsieur frère du roi Louis XIII, et son favori Antoine de Laage, sieur de Puylaurens : dès cette même année, le prince cessait son exil inconvenant à Bruxelles.
Cette alliance semblait une garantie de sécurité et de prospérité pour M. de Puylaurens : entrant dans la famille du Premier ministre, il fut en même temps créé duc et pair de Puylaurens (Aiguillon). Ce mariage, ce duché, cette pairie, ne dureront pourtant qu'un peu plus de deux mois, le temps nécessaire pour provoquer la chute du nouveau duc et pair et le faire arrêter au Louvre dès le 14 février 1635. Il fut ensuite conduit au château de Vincennes où il mourra cette même année, un peu mystérieusement, au mois de juillet, en se promenant au bois de Vincennes. On l'a dit empoisonné. Cet enjeu dramatique nous est raconté par la Grande Mademoiselle, la fille de Monsieur, dans ses Mémoires.
La même année de l'affaire de son premier mariage, en 1634, son père le baron de Pontchâteau vit ses terres érigées en marquisat par la réunion de ses seigneuries de Coislin et de Quilly, de la châtellenie de Campbon et de la baronnie de Pontchâteau. Il devint alors le 1er marquis de Coislin.

### Second mariage
La duchesse de Puylaurens, veuve avant que d'être mariée pour de bon, fut remariée au commencement de février 1639 au prince Henri de Lorraine, pair de France, comte d'Harcourt, d'Armagnac, de Brionne et de Charny, vicomte de Marsan et de Pagny, Grand écuyer de France, vice-roi de Catalogne en 1645, grand sénéchal de Bourgogne, et gouverneur d'Anjou, dit « Cadet-la-Perle » par ses camarades d'armes, second fils du prince Charles Ier de Lorraine duc d'Elbeuf et de Marguerite Chabot de Pagny.
La princesse Marguerite du Cambout de Coislin était la sœur de Pierre-César du Cambout, 2e marquis de Coislin, colonel-général des Gardes Suisses & Grisons du roi, lieutenant-général des armées du roi, qui se signala en plusieurs occasions, principalement au passage du Rhin à Mayence, à la retraite de Veudres, et aux prises de Hesdin et d'Arras. Elle était donc la tante du fils de celui-ci, Armand du Cambout (1635-1702), 3e marquis de Coislin, puis 1er duc de Coislin et pair de France, et du frère de ce dernier, Pierre du Cambout, cardinal de Coislin, grand aumônier de France. Elle était également la sœur de la duchesse d'Épernon, Marie du Cambout de Coislin, et de Sébastien-Joseph du Cambout de Coislin, abbé de Saint-Gildas-des-Bois, de La Vieville et de Geneston, charges dont il se démit en 1665 « pour mener une vie pénitente et inconnue ».
Elle fut la mère du prince Louis Ier de Lorraine-Harcourt, comte d'Armagnac, Grand écuyer de France, dit « Monsieur le Grand » par les écrivains de son temps, et du célèbre prince Philippe de Lorraine-Harcourt, dit « le chevalier de Lorraine », le favori de Monsieur frère de Louis XIV et Armande-Henriette abbesse de Abbaye Notre-Dame de Soissons.
Marguerite de Coislin est une des grands-mères de l'aristocratie européenne : les princesses Marguerite et Marie de Lorraine, ses petites-filles, filles de Louis, seront elles aussi des instruments politiques et diplomatiques ; toutes deux, elles seront mariées à Versailles chez le roi Louis XIV et par son ordre, avec Dom Nuno Álvares Pereira de Melo, duc de Cadaval (pt), et Antoine Ier, prince de Monaco. Par ses enfants Henri et Marie, on trouve dans la descendance de Marguerite du Cambout les Savoie rois d'Italie et les Grimaldi de Monaco.
La comtesse d'Harcourt mourut d'apoplexie à 52 ans, à Paris, le 9 décembre 1674, et fut inhumée en l'église des Capucins de la rue Saint-Honoré et son cœur en l'Abbaye Notre-Dame de Soissons.